# Роберт (пфальцграф Бургундии)
Роберт Молодой (фр. Robert de Bourgogne; 1300 — 1315) — титулярный пфальцграф Бургундии (Франш-Конте) с 1303 года, единственный сын Оттона IV де Шалон, пфальцграфа Бургундии, и Маго, графини Артуа.

## Биография
В 1303 году номинально наследовал своему умершему отцу и носил титул пфальцграфа Бургундского до самой смерти. Но реально графство ещё с 1295 года по договору принадлежало французскому королю Филиппу IV Красивому. Впоследствии оно было закреплено в качестве приданого за старшей сестрой Роберта, Жанной Бургундской, вступившей в брак со вторым сыном Филиппа IV, будущим королём Филиппом V.
В итоге Роберт был лишён отцовского наследства, но должен был наследовать матери графство Артуа. Однако он умер в ранней юности, и мать его пережила. Погребён в аббатстве Сен-Дени.